# 최연식 (성우)
최연식(1955년 4월 14일~2018년 9월)은 대한민국의 성우, 연극배우다. 1981년 CBS에 입사했으며, 현재는 CBS 특기이다. 기독교방송 성우극회 소속.

## 주요 출연작품

### 라디오
- CBS 청소년 라디오 드라마 '우등생을 발길' - 아버지

### 영화배우 출연작
- 랏슈 - 남 형사 역
- 오아시스 - 부동산사장과 친구들 역
- 박하사탕 - 남자 3 역
- 내일은 뭐 할거니? - 사내 역
- 아무도 돌아오지 않는 밤
- 황산벌 - 노인 병사 2 역
- 실미도 - 판사 역
- 한반도 - 인부 최씨 역
- 공공의 적 2 - 환경 미화원 역

### 연극 극단 연출
- 허생전
- 가교